# Friedhof der Laurentiusgemeinde (Berlin)

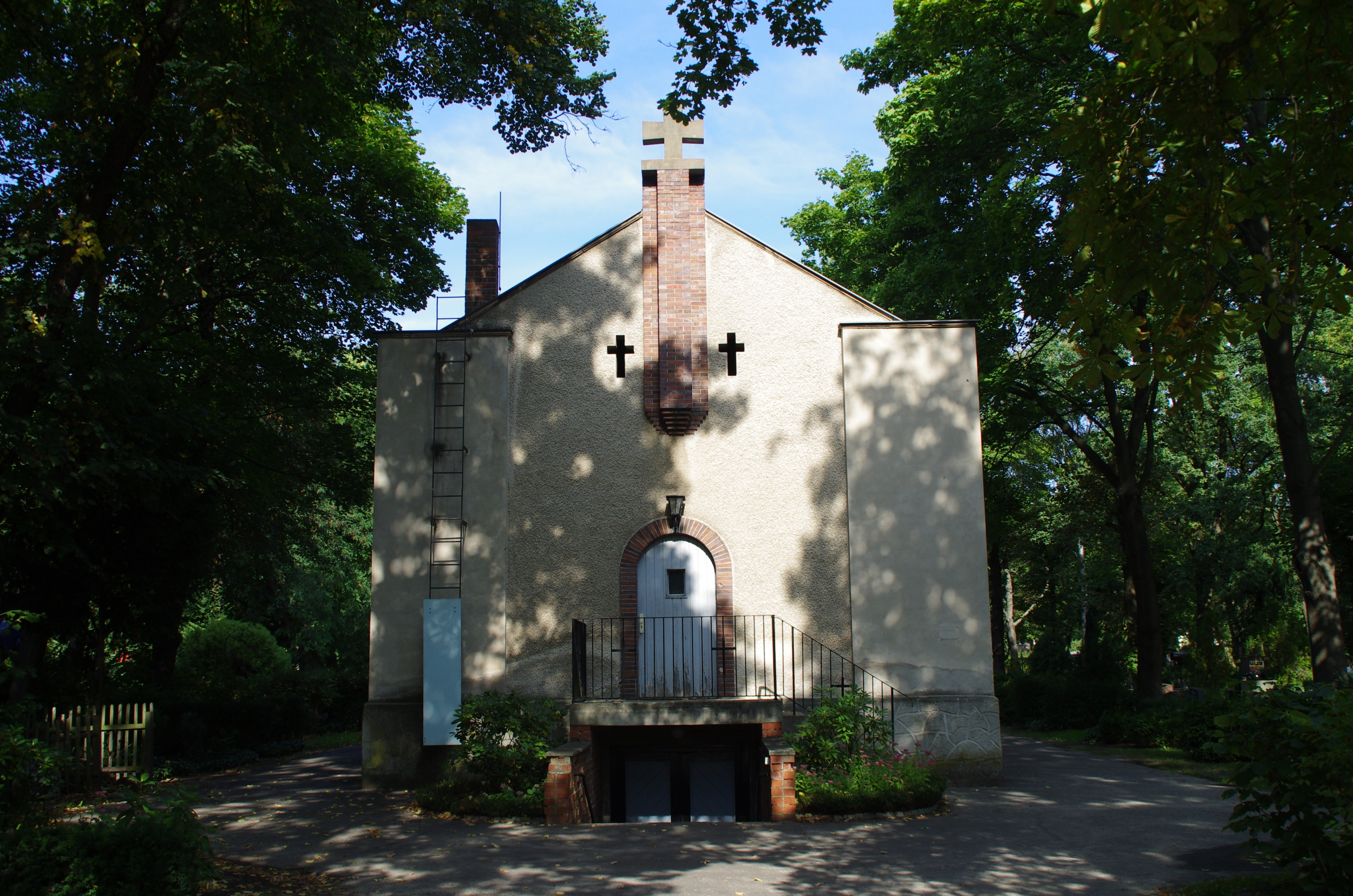
Friedhofskapelle in der Rudower Straße, OT Köpenick

Der Friedhof der Laurentiusgemeinde oder Friedhof der Evangelischen St.-Laurentius-Stadtkirchengemeinde ist ein Begräbnisplatz in Berlin im Bezirk Treptow-Köpenick im Ortsteil Köpenick. Die Adresse des Friedhofes lautet Rudower Straße 23. Der Friedhof ist ein geschütztes Gartendenkmal.

## Geschichte
Im Jahre 1803 erwarb die evangelische Gemeinde der Laurentiuskirche einen Teil des Köpenicker Amtsackers und ließ ihn als Begräbnisplatz herrichten. Eingeweiht wurde der Friedhof am 15. Dezember 1811. An der nördlichen Mauer sind Wandgräber aus dieser Zeit nach der Einweihung erhalten. Im Jahre 1822 entstand die Gruftkapelle der Familie Buntzel, auch als Mausoleum bezeichnet. Diese Kapelle wurde 1928 zu einer Gedenkhalle umgebaut. In der Halle befinden sich alte Grabzeichen. 
Im Jahr 1831 wurde der Friedhof um ein Feld für Personen erweitert, die an Cholera gestorben waren. Bereits 1846 musste die Bestattungsfläche noch einmal um 10 Morgen vergrößert werden. Auf Grund der 1879 erfolgten Eingemeindung von Schönerlinde in die Stadt Cöpenick wurde der Friedhof dieses Dorfes dem vorhandenen angegliedert. Weitere Flächenerweiterungen gab es in den Jahren 1883, 1889 und 1891. 
Die Friedhofskapelle entstand im Jahre 1880 nach Plänen und unter Leitung des Maurermeisters Schmidt aus Köpenick. Im Jahre 1926 wurde die Kapelle im Stile des Expressionismus umgestaltet. Den Umbau hatte der Architekt Otto Firle geplant und ausgeführt. Firle entwarf auch das Verwaltungshaus, das bis 1930 erbaut wurde. Der Glockenturm kam in den 1950er Jahren hinzu. In diesem Turm hängt eine Glocke aus dem Jahre 1561, gegossen vom Brandenburger Glockengießer Andreas Moldenhauer.
Zur Adlershofer Straße wurde 1897 eine neue Mauer errichtet, an welcher Erbbegräbnisse entstanden. Am Haupteingang wurde 1915 ein Feld für Gefallene des Ersten Weltkrieges eingerichtet. Von 1939 bis 1945 wurde es für die Gefallenen des Zweiten Weltkrieges erweitert. Im Jahre 1969 wurde die Figur Die Trauernden von Peter Goettsche aufgestellt. Das Gräberfeld wurde 1995 vereinfacht.

## Gräber (Auswahl)
Folgende Gräber sind erwähnenswert:
- Grabstätte Bernoulli[1]; Der Mathematiker, Astronom und Jurist Johann III Bernoulli war unter anderem Leiter der Berliner Sternwarte. Er wurde 1807 auf dem alten Friedhof beerdigt. Die Ehefrau wurde auf dem neuen Friedhof beerdigt, da der alte im Jahre 1811 geschlossen wurde. Johann Bernoulli wurde ebenfalls auf dem neuen Friedhof umgebettet. Auf dem Grab steht ein gusseisernes Kreuz, der Entwurf stammt von Karl Friedrich Schinkel. Der jetzige Standort ist nicht die ursprüngliche Grabstätte.

- Grabstätte Frankenberg[1]: Die Grabsäule mit Schmuckurne befindet sich direkt am Haupteingang. Sie stand ursprünglich auf dem Schönerlinder Friedhof. Sie erinnert an den Major und ersten Kommandeur des königlichen reitenden Jäger-Corps Franz Adam von Frankenberg-Proschlitz (1724–1799) und seine Frau Charlotte Juliane geb. Sellin (1745–1786); vermutlich ein Vorfahre von Egbert von Frankenberg und Proschlitz. Auf der aus Sandstein gefertigten Säule steht eine Urne mit eckigem Henkel und einer Flamme als Knauf. Die Inschrift lautet: Sanft ruhe seine Asche.

- Grabstätte Grundmann: Die Grabstätte liegt an der östlichen Mauer des Friedhofes, etwa in der Höhe der Kapelle. Das Wandgrab wurde 1897 errichtet. Eine Ziegelwandfläche ist mit schwarzem Labradorgranit verkleidet. In der Mitte befindet sich eine Ädikula mit zwei Säulen. In der Mitte ist ein von Heinrich Pohlmann geschaffener Christuskopf aus weißem Marmor angeordnet.

- Grabstätte Landrock: Die lang-rechteckige Grabstätte befindet sich links am Hauptweg zur Kapelle. Sie wurde für den Wäschereibesitzer Heinrich Wilhelm Landrock im Jahre 1926 erstellt. Die Ecken werden von zwei Figuren markiert, links eine Frau, die den ewigen Schlaf darstellt, rechts ein Mann mit Anker, der für die Hoffnung steht. In der Mitte befindet sich ein Kenotaph.

- Grabstätte Langerhans (Ehrengrab des Landes Berlin)[1]: Georg Langerhans war 1904–1918 Bürgermeister von Köpenick.

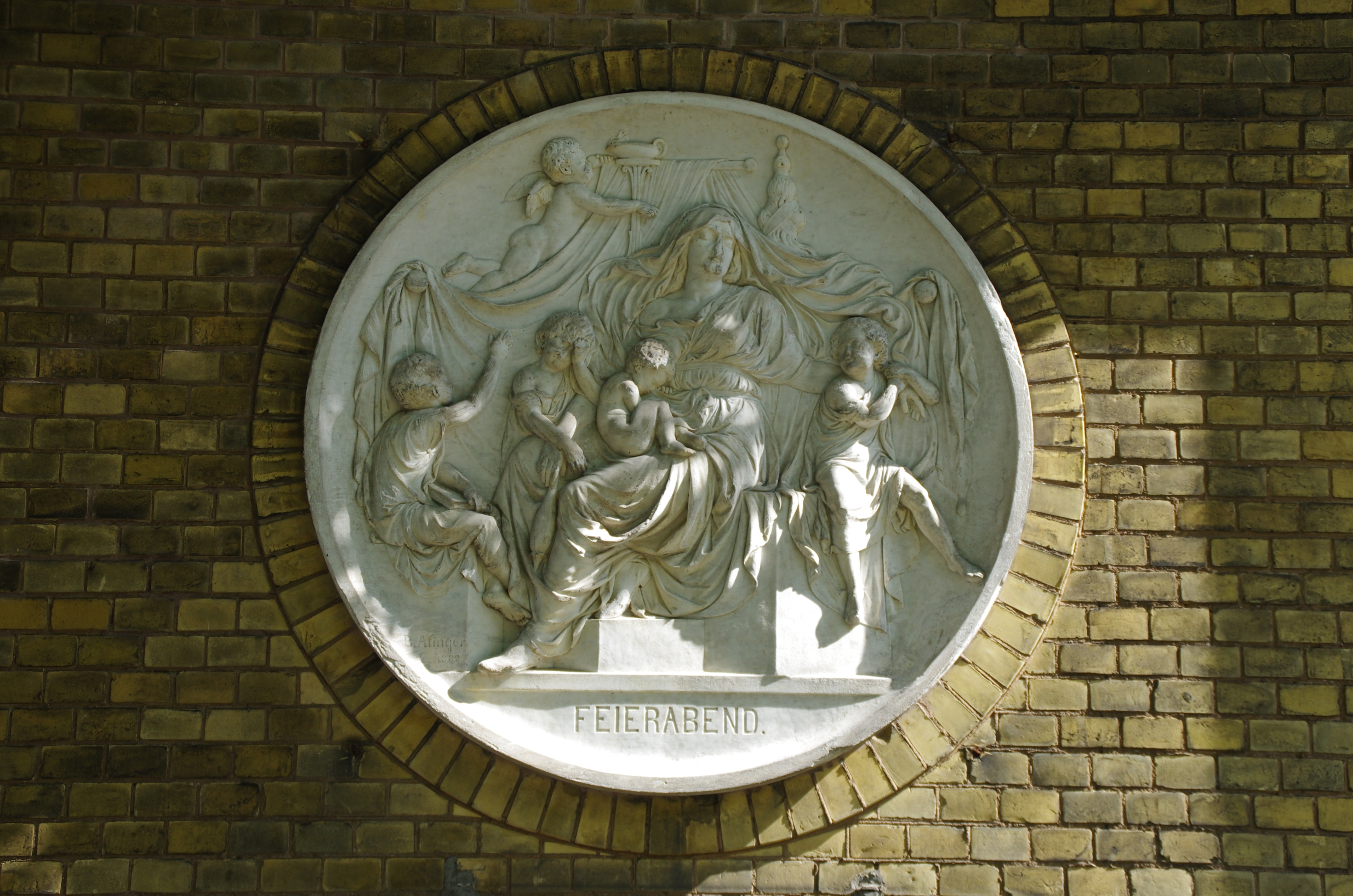
Relief FEIERABEND

- Grabstätte Lücken: Die Grabstätte befindet sich in der Nähe des Haupteinganges gegenüber dem Kriegsgräberfeld. Das Wandgrabmal ist aus gelbem Klinker errichtet worden, der Blickfang ist ein Marmorrelief. Das Relief stammt aus der Werkstatt von Johann Bernhard Afinger (1882) und trägt den Titel Feierabend. Es zeigt eine Frau mit vier Kindern und einem Putto in einem Raum eines Hauses.

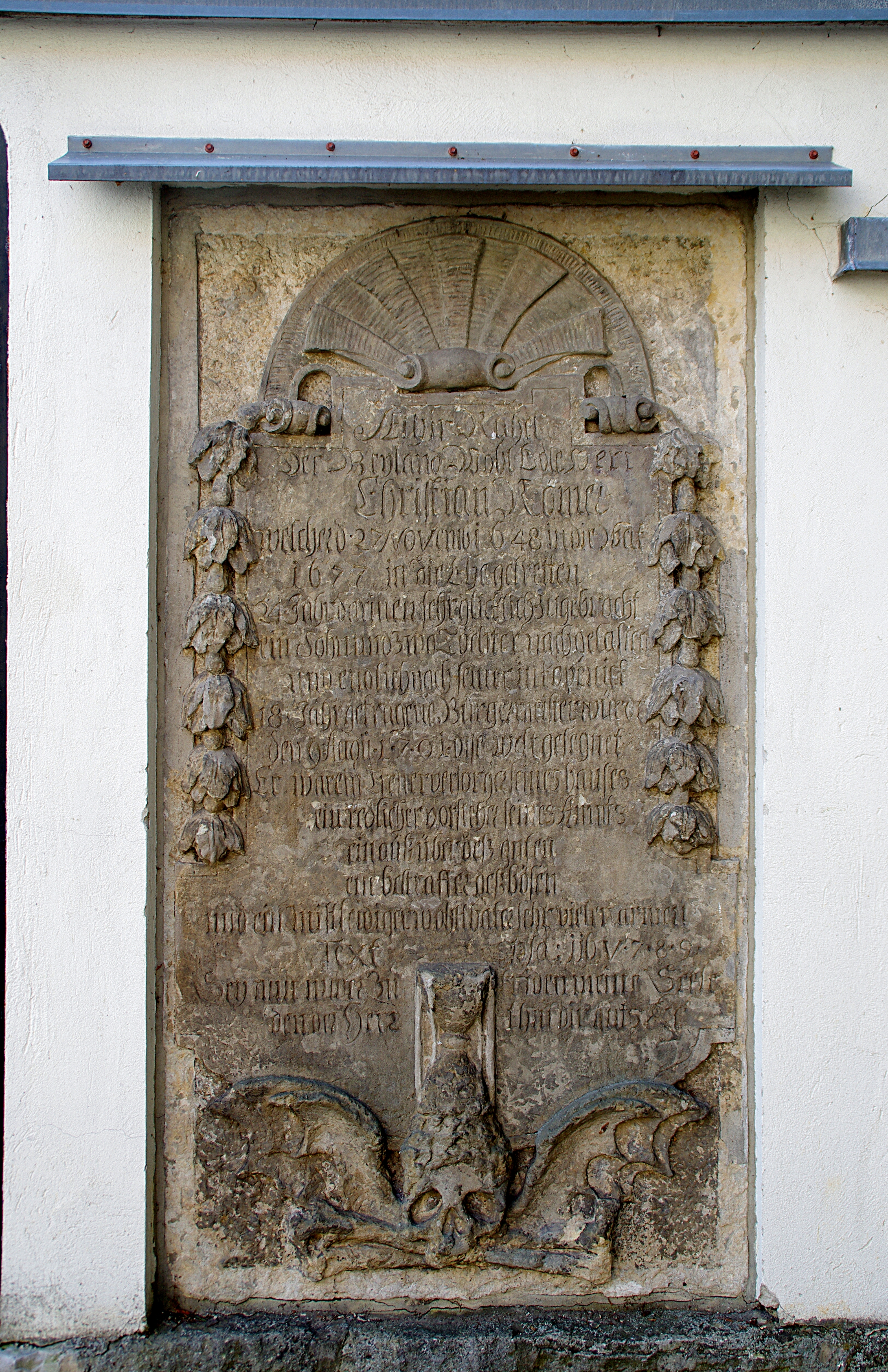
Grabplatte für Christian Römer am Haupteingang

- Grabstätte Römer[1]: Von der Grabstätte sind zwei Platten aus Sandstein erhalten, sie befinden sich seit 1931 rechts und links vom Haupteingang. Die Grabplatten stammten von dem alten Friedhof. Sie erinnern an den ehemaligen Bürgermeister Christian Römer (1648–1701) und dessen 1709 verstorbene Frau Catharina geb. Schmid. Auf der Platte für Christian Römer befindet sich eine zwanzigzeilige Inschrift, die über das Leben des Bürgermeisters berichtet.